# ناكاياما ميكي
ناكاياما ميكي (باليابانية: 中山みき؛ بالكانا: なかやま みき) هي قائدة دينية يابانية، ولدت في 2 يونيو 1798 في تيرني في اليابان، وتوفي بنفس المكان في 18 فبراير 1887.

## وصلات خارجية
- ناكاياما ميكي على موقع الموسوعة البريطانية (الإنجليزية)
- ناكاياما ميكي على موقع الموسوعة البريطانية (الإنجليزية)